# James Rössel
James Carl Julius Christian Rössel, född 15 maj 1912 i Oscars församling i Stockholm, död 16 februari 1998 i Vällingby församling i Stockholms län, var en svensk författare.
James Rössel, som var son till direktören Julius Rössel och Tea Andersson, blev filosofie kandidat vid Stockholms högskola 1936. Han var anställd hos Kommerskollegium 1940–1942 och Arbetsmarknadskommissionen 1942–1944. Han var medarbetare i Aftontidningen 1943–1956 och Morgon-Tidningen 1951–1958.
Han var författare till Yrkesval och arbetsinsats (1945), Mark Twain (1945), Kvinnorna och kvinnorörelsen (1950), Inter alia (1951), 25 amerikanska skämttecknare (1955), Et cetera... (1963), Women in Sweden (1964), Public Libraries in Sweden (1966) och Diverser (1967).
James Rössel var gift första gången 1943–1951 med Agda Rössel och andra gången 1956–1968 med läkaren Karin Bagger-Sjöbäck (1927–2003), dotter till direktören Eduard Sjöbäck och Edith Bagger-Jörgensen. Han fick en son och en dotter i första äktenskapet samt sonen Martin Rössel i andra äktenskapet. Han är begravd i släktgrav på Norra begravningsplatsen tillsammans med bland andra Agda Rössel och en dotter.